# 皿焼古窯跡群
皿焼古窯跡群（さらやきこようせきぐん）は愛知県田原市にある遺跡(窯跡)。中世渥美窯の一つ。田原市指定史跡。
座標: 北緯34.0度36.0分13.9秒 東経137.0度5.0分30.9秒 / 北緯34.603861度 東経137.091917度

## 概要
小塩津町後山の山裾に位置する古窯跡で、周辺の開発に伴う土取りなどで発見され、1978年（昭和53年）以降、3回の発掘調査が行われた結果、13基の窖窯が検出された。ほとんどの窯体の壁面や床、分焔柱に、寸莎（すさ）や陶片による補修の跡が見られるほか、既存の焼台列に加えて高台を利用した「代用の焼台」と見られる伏せて並べて据えられた山茶碗が多数検出されている。出土品としては皿、甕、壷、片口鉢などのほかに陶製五輪塔、瓦塔、風鐸など仏教色が強いものも確認された。
窯は標高50メートル、1400平方メートルほどの狭い斜面におおよそ上下二段に築造されているが、古い窯の煙道部末端に別の窯の焚口があったり、一つの窯壁を隣り合った2つの窯で使用しているものが確認されており、窯を掘りやすい洪積台地の砂層の範囲が限られたために、廃された窯のすぐ傍に新しい窯を掘ったと考えられている。
13基のうち状態の良かった7号窯は埋没保存されているほか、同様に埋没保存されていた12号窯は後に再発掘した上で上屋がかけられ「皿焼古窯館」として田原市渥美運動公園の一角で公開されている。なお、渥美窯で窖窯跡の構造を直接見ることができる施設はここ一ヶ所のみとなっている。

## 窯体データ

### 1号窯
残存長6.4メートル（水平部推定10.4メートル）、焼成室最大幅2.4メートルで、分焔柱一部残存。

### 2号窯
残存長11メートル（水平部推定14メートル）、焼成室最大幅2.4メートルで、分焔柱基部が残存。

### 4号窯
残存長8.5メートル（焼成室6.4メートル、煙道部2.1メートル）で、焼成室最大幅2.4メートル。土取りによって燃焼室は消失していたほか、焼成室の一部が損壊。

### 6号窯
残存長7.3メートル（推定12メートル）、焼成室5メートル・最大幅2.2メートルで、煙道部2.3メートル・最大幅1.3メートルが残存。

### 7号窯
残存長9.9メートル（焼成室7.25メートル・最大幅2.3メートル、燃焼室2.2メートル・幅2.2メートル）、分焔柱残存。埋没保存された。

### 8号窯
全体構造不明（煙道部2.5メートル・幅2.0メートル、）、水平部推定11.5メートル、側壁5メートルと分焔柱基部残存。

### 9号窯
全長13.4メートル、最大幅2.4メートル（最深部は地表から1.6メートル）。焚口幅1.1メートル、焼成室3.1メートル。分焔柱高1.3メートル（長径1.2メートル・短径0.8メートル）。検出された中で最も完全な状態を保っていた。

### 10号窯
全長10.7メートル、最大幅2.5メートル（最深部は地表から2.7メートル）。木杭に粘土を巻いたものが立てられた状態で6個検出された。焼成室とを区画して窯を閉塞するためのものとも考えられている。

### 11号窯
残存長8メートル、最大幅2.8メートル（煙道部の推定2.7メートル）。

### 12号窯
天井を削り、床面を砂で踏み固めて約10センチかさ上げするなど、大規模な改修の形跡が渥美窯では初めて確認された。残存長11メートル、最大幅2.5メートル（推定長14メートル）。残存する分焔柱の高さ1.15メートル（長径1.6メートル・短径1.1メートル）。埋没保存されたのち、1993年（平成5年）から復元整備され公開されている（後述）。

### 13号窯
全長6.7メートル（燃焼室2.1メートル、焼成室残存3.7メートル、最大幅2.3メートル）、分焔柱高さ0.9メートル（長径0.9メートル・短径0.7メートル）。

## 出土品
- 山茶碗
- 小皿
- 陶錘
- 獣脚
- 甕
- 盤片
- 子持器台
- 片口鉢
- 長頸壺
- 灯明皿
- 片口碗
- 片口鉢
- 突帯付壺片
- 土鍋
- 陶製五輪塔
- 宝塔
- 舌
- 格狭間
- 風鐸
- 供養詞板

## 皿焼古窯館
旧渥美町が1993年に本窯跡を史跡に指定したのを受け、埋没保存されていた12号窯を再度発掘して復元、1995年から公開したもので、田原市への編入に伴い正式名称が変更された。復元された窖窯のほか、出土した陶器を展示している。なお、ガラス越しに窯体を見ることは通年可能だが、古窯館の中に入る場合は運動公園体育館で鍵を借りて自分で開ける必要がある。

### 利用案内
- 開館日 : 火曜〜日曜 9:00〜17:00
- 休館日 : 月曜（祝日の場合は翌日）、年末年始（12月28日〜1月4日）

### アクセス
- 公共交通機関

豊鉄渥美線 三河田原駅から豊鉄道バス伊良湖支線「渥美運動公園」バス停下車。
- 自家用車

国道259号 保美交差点を南進、県道2号を約2.5キロ
国道42号 堀切交差点を北進、県道2号を約2.2キロ